# Nati il 22 dicembre
| Questa pagina contiene informazioni ricavate automaticamente dalle voci biografiche con l'ausilio del template Bio e di un bot. L'aggiornamento è periodico e automatico e ricostruisce completamente la pagina. Se manca una persona in questa lista, sei pregato di non aggiungerla, ma accertati piuttosto che la sua voce biografica contenga il template Bio e che i dati anagrafici siano correttamente compilati. Se il template Bio manca, inseriscilo tu stesso o, in alternativa, metti l'avviso {{tmp\|Bio}} che ne segnala la mancanza. Se i dati riportati sono sbagliati, correggi direttamente la voce biografica; le modifiche saranno visibili in questa lista entro pochi giorni. Per chiarimenti vedi il progetto biografie. La lista contiene solo le 1.066 persone che sono citate nell'enciclopedia e per le quali è stato implementato correttamente il template Bio. Pagina aggiornata al 9 ago 2025. |

## III secolo(1)
- 244 - Diocleziano, imperatore romano († 313)

## XI secolo(1)
- 1095 - Ruggero II di Sicilia, re († 1154)

## XII secolo(2)
- 1178 - Antoku, imperatore giapponese († 1185)
- 1183 - Chagatai, generale mongolo († 1242)

## XIII secolo(1)
- 1300 - Khutughtu Khan, imperatore cinese († 1329)

## XV secolo(3)
- 1428 - Giovanni Tornabuoni, banchiere e mecenate italiano († 1497)
- 1449 - Filippo Maria Sforza, nobile italiano († 1492)
- 1459 - Şehzade Cem, principe ottomano († 1495)

## XVI secolo(9)
- 1546 - Kuroda Yoshitaka, militare giapponese († 1604)
- 1550 - Cesare Cremonini, filosofo italiano († 1631)
- 1569 - Étienne Martellange, gesuita, architetto e pittore francese († 1641)
- 1573 - Ernesto Casimiro di Nassau-Dietz, conte († 1632)
- 1579 - Paul Juvenel il Vecchio, pittore tedesco († 1643)
- 1591 - Tommaso Dingli, architetto maltese († 1666)
- 1595 - Giorgio Bolognetti, vescovo cattolico e diplomatico italiano († 1680)
- 1597 - Federico III di Holstein-Gottorp, duca († 1659)
- 1598 - Henri de La Trémoille, generale francese († 1674)

## XVII secolo(13)
- 1617 - Carlo I Luigi del Palatinato, nobile († 1680)
- 1634 - Maria Anna d'Asburgo († 1696)
- 1639 - Jean Racine, drammaturgo e scrittore francese († 1699)
- 1654 - Edmond Martène, monaco cristiano, storico e bibliotecario francese († 1739)
- 1665 - Tommaso Redi, pittore italiano († 1726)
- 1666 - Guru Gobind Singh, indiano († 1708)
- 1670 - Anna Sofia di Sassonia-Gotha-Altenburg, principessa sassone († 1728)
- 1673 - Leandro di Porcia, cardinale e vescovo cattolico italiano († 1740)
- 1675 - Sebastiano Galeotti, pittore italiano († 1741)
- 1679 - William Gordon, II conte di Aberdeen, nobile e politico scozzese († 1745)
- 1690 - Maria Gabriella Eleonora di Borbone, badessa francese († 1760)
- 1694 - Hermann Samuel Reimarus, filosofo e scrittore tedesco († 1768)
- 1696 - James Edward Oglethorpe, generale e politico inglese († 1785)

## XVIII secolo(35)
- 1702 - Jean-Étienne Liotard, pittore svizzero († 1789)
- 1707 - Johann Amman, botanico e medico svizzero († 1741)
- 1712 - Troiano Spinelli, filosofo, economista e storico italiano († 1777)
- 1723 - Karl Friedrich Abel, compositore e gambista tedesco († 1787)
- 1727 - William Ellery, politico statunitense († 1820)
- 1728 - Paolo Patrizio Fava Ghisilieri, arcivescovo cattolico italiano († 1822)
- 1734 - Tommaso Conca, pittore italiano († 1822)
- 1735 - Ulrich Bräker, scrittore svizzero († 1798)
- 1738 - Maurice Duplay, imprenditore e rivoluzionario francese († 1820)
- 1740 - Pieter van Braam, poeta olandese († 1817)
- 1745 - Marie Anne Fragonard, pittrice e miniaturista francese († 1823)
- 1755 - Georges Couthon, avvocato, politico e rivoluzionario francese († 1794)
- 1757 - Alessandro Rolla, violinista, violista e compositore italiano († 1841)
- 1764 - Matteo Correale, militare italiano († 1836)
- 1764 - Pedro Inguanzo Rivero, cardinale e arcivescovo cattolico spagnolo († 1836)
- 1765 - Johann Friedrich Pfaff, matematico tedesco († 1825)
- 1766 - Henry Charles Somerset, VI duca di Beaufort, politico e nobile inglese († 1835)
- 1768 - John Crome, pittore e incisore inglese († 1821)
- 1769 - Franz Abart, scultore austriaco († 1863)
- 1775 - Bernhard Friedrich Thibaut, matematico tedesco († 1832)
- 1779 - Thomas Gaisford, filologo classico e grecista britannico († 1855)
- 1781 - Vladimir Petrovič Mezencev, ufficiale russo († 1833)
- 1781 - Thomas de Grey, II conte de Grey, politico e militare britannico († 1859)
- 1782 - Benedetto Denti, vescovo cattolico italiano († 1853)
- 1785 - John Abbey, organaro inglese († 1859)
- 1787 - Muhammad ibn Ali al-Sanusi, mistico algerino († 1859)
- 1787 - Giuseppe Marioni, funzionario e politico italiano († 1861)
- 1787 - Pedro de Araújo Lima, politico brasiliano († 1870)
- 1789 - Alfredo, X duca di Croÿ, duca († 1861)
- 1789 - Levi Woodbury, giurista e politico statunitense († 1851)
- 1792 - Pavel Aleksandrovič Katenin, poeta, drammaturgo e critico letterario russo († 1853)
- 1798 - George Walker Crawford, politico statunitense († 1872)
- 1798 - Alessandro Pinelli, magistrato e politico italiano († 1868)
- 1799 - Carlo II di Parma, sovrano († 1883)
- 1800 - Alberto Cavos, architetto italiano († 1863)

## XIX secolo(189)
- 1801 - Giuseppe Del Majno, violinista italiano († 1883)
- 1805 - John Obadiah Westwood, entomologo e archeologo britannico († 1893)
- 1806 - Giuseppe Tigri, abate e scrittore italiano († 1882)
- 1806 - Karl von Pfeufer, medico tedesco († 1869)
- 1807 - Johan Sebastian Welhaven, poeta norvegese († 1873)
- 1808 - Eugenia di Leuchtenberg, principessa tedesca († 1847)
- 1810 - Rudolf Benz, giudice e politico svizzero († 1872)
- 1811 - Leopold von Sternberg, generale austriaco († 1899)
- 1812 - Paul Auguste Ernest Laugier, astronomo francese († 1872)
- 1813 - Jean-Gustave Courcelle-Seneuil, economista e giornalista francese († 1892)
- 1813 - Algernon Seymour, XIV duca di Somerset, nobile britannico († 1894)
- 1815 - Johann Jakob Bachofen, giurista, storico e antropologo svizzero († 1887)
- 1815 - Lucien Petipa, danzatore francese († 1898)
- 1815 - Marmaduke Wyvill, politico e scacchista inglese († 1896)
- 1818 - Corrado da Parzham, religioso tedesco († 1894)
- 1818 - Karl Wilhelm Nitzsch, storico tedesco († 1880)
- 1819 - Franz Abt, compositore e direttore di coro tedesco († 1885)
- 1820 - Stefan Subic, scultore e pittore austro-ungarico († 1884)
- 1821 - Giovanni Bottesini, contrabbassista, compositore e direttore d'orchestra italiano († 1889)
- 1822 - Francesco Accolla, politico italiano († 1882)
- 1822 - Antoine Demay, operaio francese († 1884)
- 1822 - Giuseppe Di Menza, magistrato italiano († 1896)
- 1823 - Jean-Henri Fabre, entomologo e naturalista francese († 1915)
- 1823 - Thomas Wentworth Higginson, politico e patriota statunitense († 1911)
- 1824 - Francesco Brioschi, matematico e politico italiano († 1897)
- 1826 - Giuseppe Paderi Concas, vescovo cattolico italiano († 1906)
- 1828 - Eduard Schönfeld, astronomo tedesco († 1891)
- 1830 - Pakubuwono IX, sovrano indonesiano († 1893)
- 1831 - William Hale White, scrittore britannico († 1913)
- 1832 - Edward Hatch, generale statunitense († 1889)
- 1832 - Elijah Myers, architetto statunitense († 1909)
- 1833 - Marko Vovčok, scrittrice ucraina († 1907)
- 1834 - Alfred Chapon, architetto francese († 1893)
- 1836 - Ercole Vidari, giurista italiano († 1916)
- 1837 - Emil Albert Friedberg, giurista e storico tedesco († 1910)
- 1838 - Vladimir Vasil'evič Markovnikov, chimico russo († 1904)
- 1839 - Georges Rayet, astronomo francese († 1906)
- 1839 - Benjamin von Kállay, politico e traduttore ungherese († 1903)
- 1840 - Izydor Lotto, violinista e docente polacco († 1927)
- 1841 - Ferdinando Pistorius, imprenditore italiano († 1884)
- 1841 - Giuseppe Pitrè, scrittore, medico e letterato italiano († 1916)
- 1842 - Augusto Vittorio Vecchi, storico, scrittore e marinaio italiano († 1932)
- 1843 - Luigi Guelpa, sindacalista e politico italiano († 1911)
- 1843 - Léo Melliet, avvocato e politico francese († 1909)
- 1844 - Vincenzo Cosenza, avvocato, magistrato e politico italiano († 1924)
- 1845 - Luigi Loir, pittore e illustratore francese († 1916)
- 1846 - Oskar Alin, storico svedese († 1900)
- 1846 - Georges Charpentier, editore e collezionista d'arte francese († 1905)
- 1846 - Wilmot Fawkes, ammiraglio inglese († 1926)
- 1846 - Andreas Hallén, direttore d'orchestra e compositore svedese († 1925)
- 1846 - Ján Meličko, compositore slovacco († 1926)
- 1848 - Reginald Carey Brenton, ammiraglio messicano († 1921)
- 1848 - Ulrich von Wilamowitz-Moellendorff, filologo classico e grecista tedesco († 1931)
- 1849 - Robert Kingsford, calciatore inglese († 1895)
- 1849 - Desiderio Reich, storico e storiografo italiano († 1913)
- 1850 - Constantin Fahlberg, chimico tedesco († 1910)
- 1850 - Victoriano Huerta, generale e politico messicano († 1916)
- 1851 - Louis Napoléon Murat, cavaliere francese († 1912)
- 1851 - Giuseppe Poloni, fisico italiano († 1887)
- 1851 - Paul Wilhelm Schmiedel, teologo tedesco († 1935)
- 1852 - Opie Read, scrittore e giornalista statunitense († 1939)
- 1853 - Teresa Carreño, pianista, soprano e compositrice venezuelana († 1917)
- 1853 - Evgraf Stepanovič Fëdorov, matematico e mineralogista russo († 1919)
- 1853 - Édouard de Reszke, basso polacco († 1917)
- 1855 - Victor Deguise, generale belga († 1925)
- 1856 - Frank Kellogg, politico e diplomatico statunitense († 1937)
- 1856 - Pietro Toselli, militare italiano († 1895)
- 1856 - Jules Trinité, tiratore a segno francese († 1921)
- 1857 - Frank Clark, attore statunitense († 1945)
- 1858 - Giacomo Puccini, compositore italiano († 1924)
- 1859 - Enrico Barone, militare, storico e economista italiano († 1924)
- 1859 - David Dunlop, velista britannico († 1931)
- 1859 - Otto Hölder, matematico tedesco († 1937)
- 1859 - Louis Vialleton, zoologo e scrittore francese († 1929)
- 1860 - Vincenzo Boccieri, politico italiano († 1939)
- 1860 - Augusto Ducrey, dermatologo, batteriologo e virologo italiano († 1940)
- 1861 - Johann Jakob von Hauck, arcivescovo cattolico tedesco († 1943)
- 1861 - Jules Janet, psicologo e medico francese († 1945)
- 1861 - Marija Konstatinovna Naryškina, nobildonna russa († 1929)
- 1861 - Bernardo Pizzorno, vescovo cattolico italiano († 1926)
- 1861 - Angelo Giacinto Scapardini, arcivescovo cattolico italiano († 1937)
- 1862 - Walter Samuel Goodland, politico statunitense († 1947)
- 1862 - Robert Hotung, imprenditore e filantropo cinese († 1956)
- 1862 - Jean Hyacinthe Vincent, docente e medico francese († 1950)
- 1862 - Connie Mack, giocatore di baseball e allenatore di baseball statunitense († 1956)
- 1863 - Antonio Ferrigno, pittore italiano († 1940)
- 1863 - Domenico Montesano, matematico italiano († 1930)
- 1863 - Giuseppe Rizzo, presbitero, politico e giornalista italiano († 1912)
- 1864 - Marion Dunlop, attivista e politica britannica († 1942)
- 1864 - Federico Gamboa, politico, scrittore e diplomatico messicano († 1939)
- 1865 - Frank Merriam, politico statunitense († 1955)
- 1865 - Charles Sands, golfista e tennista statunitense († 1945)
- 1867 - Joseph Maria Olbrich, architetto austriaco († 1908)
- 1868 - Gustaf Fjæstad, pittore e designer svedese († 1948)
- 1868 - Jaan Tõnisson, politico, editore e avvocato estone
- 1869 - Bainbridge Colby, politico statunitense († 1950)
- 1869 - Dmitrij Fëdorovič Egorov, matematico russo († 1931)
- 1869 - Benjamin Baker Moeur, politico statunitense († 1937)
- 1869 - Edwin Arlington Robinson, poeta statunitense († 1935)
- 1869 - JL Roop, animatore e scultore statunitense († 1932)
- 1869 - Alfred Edward Taylor, filosofo scozzese († 1945)
- 1870 - Guglielmo Josa, imprenditore e politico italiano († 1961)
- 1870 - Julius Körner, canottiere tedesco († 1954)
- 1871 - Cesare Mori, militare, funzionario e poliziotto italiano († 1942)
- 1872 - Gino Caccianiga, politico italiano († 1942)
- 1872 - Camille Guérin, microbiologo e veterinario francese († 1961)
- 1874 - Pompeo di Campello, militare e politico italiano († 1927)
- 1874 - Franz Schmidt, musicista austriaco († 1939)
- 1875 - Alexander Petrunkevitch, aracnologo e entomologo russo († 1964)
- 1876 - Augustin Cochin, storico e sociologo francese († 1916)
- 1876 - Georges Hatot, regista e sceneggiatore francese († 1959)
- 1876 - Filippo Tommaso Marinetti, poeta, scrittore e drammaturgo italiano († 1944)
- 1876 - Thomas Mofolo, scrittore lesothiano († 1948)
- 1877 - Tommaso Boggio, matematico italiano († 1963)
- 1877 - Salvi Huix i Miralpeix, vescovo cattolico spagnolo († 1936)
- 1878 - Meyer Prinstein, lunghista, triplista e velocista statunitense († 1925)
- 1879 - Riccardo De Sangro Fondi, velista italiano († 1968)
- 1879 - Riccardo Ricciardi, editore italiano († 1973)
- 1880 - Brunetto Paltrinieri, ciclista su strada italiano († 1953)
- 1880 - Dawid Przepiórka, scacchista e compositore di scacchi polacco († 1940)
- 1880 - Ivan Vesenjak, politico jugoslavo († 1938)
- 1881 - Maurice Goudard, ingegnere e inventore francese († 1948)
- 1881 - William Milbourne James, ammiraglio britannico († 1973)
- 1881 - Alberts Kviesis, politico lettone († 1944)
- 1881 - Carlo Nenci, politico italiano († 1956)
- 1881 - Otto Roissner, ginnasta e multiplista statunitense († 1951)
- 1882 - Aline Bernstein, scenografa, costumista e scrittrice statunitense († 1955)
- 1882 - Bertha Belmore, attrice inglese († 1953)
- 1882 - Luciano Di Castri, prefetto e politico italiano († 1965)
- 1882 - Alfonso Dolce, commediografo italiano († 1959)
- 1882 - Hisao Tani, generale giapponese († 1947)
- 1882 - Hiram Tuttle, cavaliere statunitense († 1956)
- 1882 - Einar Zangenberg, attore, regista e sceneggiatore danese († 1918)
- 1883 - Edna Goodrich, attrice cinematografica statunitense († 1972)
- 1883 - Marcus Hurley, pistard statunitense († 1941)
- 1883 - Rudolf Kalvach, artista boemo († 1932)
- 1883 - Edgard Varèse, compositore francese († 1965)
- 1884 - Albin Grau, artista, architetto e esoterista tedesco († 1971)
- 1884 - Corradino Luciani, sindacalista italiano († 1909)
- 1884 - Rosario Pasqualino Vassallo, politico e avvocato italiano († 1956)
- 1884 - Umberto Ravetta, vescovo cattolico e direttore di coro italiano († 1965)
- 1885 - René Alexandre, attore francese († 1946)
- 1885 - Ruggero Bardazzi, militare italiano († 1913)
- 1885 - Charles Coleman, attore australiano († 1951)
- 1885 - Wilhelm Kissel, ingegnere tedesco († 1942)
- 1885 - Deems Taylor, compositore e critico musicale statunitense († 1966)
- 1887 - Srinivasa Ramanujan, matematico indiano († 1920)
- 1888 - Bernhard Graubart, calciatore austriaco
- 1888 - Lucien Hubbard, sceneggiatore e produttore cinematografico statunitense († 1971)
- 1889 - Natan Isaevič Al'tman, pittore e scultore russo († 1970)
- 1889 - Emilio Battisti, generale italiano († 1971)
- 1889 - Nichifor Crainic, filosofo, giornalista e politico rumeno († 1972)
- 1889 - Ulderico De Cesaris, militare italiano († 1972)
- 1889 - George Hutson, mezzofondista britannico († 1914)
- 1889 - Jean-Baptiste Janssens, gesuita belga († 1964)
- 1889 - B. Carroll Reece, politico statunitense († 1961)
- 1889 - Minor Watson, attore statunitense († 1965)
- 1890 - Daniil Egorovič Sulimov, politico sovietico († 1937)
- 1891 - Marcelle Chaumont, stilista francese († 1990)
- 1892 - Alboino De Iuliis, militare italiano († 1943)
- 1892 - Peter Tatsuo Doi, cardinale e arcivescovo cattolico giapponese († 1970)
- 1892 - Fausto Ghisalberti, critico letterario, filologo e medievista italiano († 1975)
- 1892 - Hermann Noordung, ingegnere sloveno († 1929)
- 1893 - Bruno Bellini, calciatore, arbitro di calcio e dirigente sportivo italiano († 1947)
- 1893 - Louis Coroller, ingegnere aeronautico francese († 1988)
- 1893 - Elvira Poli, ingegnera italiana († 1977)
- 1893 - Silvio Stritzel, allenatore di calcio e calciatore italiano († 1970)
- 1894 - Mihail Andricu, compositore rumeno († 1974)
- 1894 - Edwin Linkomies, politico, latinista e lessicografo finlandese († 1963)
- 1894 - Giulio Masetti, pilota automobilistico e nobile italiano († 1926)
- 1895 - Trude Fleischmann, fotografa statunitense († 1990)
- 1895 - Carlo Alberto Viazzi, militare italiano († 1952)
- 1896 - Alberto Briganti, generale e aviatore italiano († 1997)
- 1896 - Giuseppe Garlato, politico italiano († 1988)
- 1896 - Rosolino Montano, calciatore italiano († 1942)
- 1897 - Giuseppe Ghislanzoni, aviatore italiano († 1918)
- 1897 - Jack Hacking, allenatore di calcio e calciatore inglese († 1955)
- 1897 - Max Hansen, tenore, attore e cabarettista danese († 1961)
- 1897 - Vojtěch Jarník, matematico ceco († 1970)
- 1897 - Nicola Perrotti, psicoanalista e politico italiano († 1970)
- 1897 - Gotthard Schuh, pittore e fotografo svizzero († 1969)
- 1898 - Antoni Bura, militare e bobbista polacco († 1980)
- 1898 - Vladimir Aleksandrovič Fok, fisico sovietico († 1974)
- 1898 - Piero Magni, ingegnere aeronautico italiano († 1988)
- 1899 - Gustaf Gründgens, attore e regista tedesco († 1963)
- 1899 - Cesare Meano, poeta, scrittore e regista italiano († 1957)
- 1900 - Marc Allégret, regista e sceneggiatore francese († 1973)
- 1900 - Erich Frost, compositore tedesco († 1987)
- 1900 - John Slater, fisico e chimico statunitense († 1976)

## XX secolo(786)
- 1901 - Joseph Beerli, bobbista svizzero († 1967)
- 1901 - Andrej Kostelanec, direttore d'orchestra e arrangiatore russo († 1980)
- 1901 - Gejza Vámoš, scrittore slovacco († 1956)
- 1902 - Leonardo Bonzi, aviatore, regista e tennista italiano († 1977)
- 1902 - Natale Capellaro, ingegnere italiano († 1977)
- 1902 - Ernest Gross, calciatore francese († 1986)
- 1902 - Alfredo Majorano, commediografo e etnologo italiano († 1984)
- 1902 - Afro Poli, baritono italiano († 1988)
- 1902 - Rinaldo Zardini, paleontologo e botanico italiano († 1988)
- 1903 - Óscar Carvalho, calciatore portoghese
- 1903 - Haldan Keffer Hartline, fisiologo statunitense († 1983)
- 1903 - Rodolfo Ostromann, calciatore italiano († 1960)
- 1903 - Odhise Paskali, scultore albanese († 1985)
- 1904 - Władysław Bukowiński, presbitero polacco († 1974)
- 1904 - Titu Liviu Chinezu, vescovo cattolico rumeno († 1955)
- 1904 - Alessandro Ferretti, politico italiano († 1992)
- 1904 - Christian Møller, chimico e fisico danese († 1980)
- 1905 - Pierre Brasseur, attore francese († 1972)
- 1905 - Pierre Levegh, pilota automobilistico francese († 1955)
- 1905 - Kenneth Rexroth, poeta e traduttore statunitense († 1982)
- 1905 - Voldemārs Roze, calciatore lettone († 1944)
- 1905 - Arthur Israel Vogel, chimico inglese († 1966)
- 1906 - Trude von Molo, attrice austriaca († 1989)
- 1906 - Paul-Léon Seitz, vescovo cattolico e missionario francese († 1984)
- 1907 - Peggy Ashcroft, attrice britannica († 1991)
- 1907 - Doris Miles Disney, scrittrice statunitense († 1976)
- 1907 - Bernardino Palazzi, pittore italiano († 1986)
- 1907 - Rolando Quadri, giurista italiano († 1976)
- 1907 - Fred M. Wilcox, regista statunitense († 1964)
- 1908 - Max Bill, architetto, pittore e scultore svizzero († 1994)
- 1908 - Gianluigi Bonelli, fumettista, scrittore e editore italiano († 2001)
- 1908 - Vitalij Aleksandrovič Čechover, scacchista e compositore di scacchi russo († 1965)
- 1908 - Riccardo Divora, canottiere italiano († 1951)
- 1908 - Giacomo Manzù, scultore e pittore italiano († 1991)
- 1908 - Paula Mollenhauer, discobola tedesca († 1988)
- 1908 - Kočo Racin, poeta e scrittore macedone († 1943)
- 1909 - Pierino Azimonti, politico italiano († 1991)
- 1909 - Alan Carney, attore statunitense († 1973)
- 1909 - Patricia Hayes, attrice britannica († 1998)
- 1909 - Antonio Meluschi, scrittore, giornalista e partigiano italiano († 1977)
- 1909 - Agnete Olsen, nuotatrice danese († 1997)
- 1910 - Silvio Accame, storico italiano († 1997)
- 1910 - Pál Ruzicska, filologo, traduttore e storico della letteratura ungherese († 1994)
- 1910 - Ferrer Visentini, politico italiano († 2001)
- 1911 - Grote Reber, astronomo statunitense († 2002)
- 1912 - Enrico Buondonno, compositore e organista italiano († 2002)
- 1912 - Aleksander Illi, cestista, allenatore di pallacanestro e dirigente sportivo estone († 2000)
- 1912 - Lady Bird Johnson, first lady statunitense († 2007)
- 1912 - Emanuele Martínez Jarauta, religioso spagnolo († 1936)
- 1913 - Dudley Brooks, musicista statunitense († 1989)
- 1913 - Giorgio Oberweger, discobolo e militare italiano († 1998)
- 1913 - Giovanni Thun Hohenstein, militare italiano († 1938)
- 1914 - George Green, calciatore inglese († 1995)
- 1914 - Colin Hannah, generale e politico australiano († 1978)
- 1915 - Barbara Billingsley, attrice statunitense († 2010)
- 1915 - Lodovico De Filippis, calciatore e allenatore di calcio italiano († 1985)
- 1915 - José Antonio Nieves Conde, regista e sceneggiatore spagnolo († 2006)
- 1915 - Raoul Vistoli, scultore, disegnatore e illustratore italiano († 1990)
- 1915 - Arthur Ernest Wilder-Smith, chimico britannico († 1995)
- 1916 - Helen Burns, attrice britannica († 2018)
- 1916 - Fernando Corena, basso svizzero († 1984)
- 1916 - Jim Hilgemann, cestista statunitense († 1967)
- 1917 - Frankie Darro, attore statunitense († 1976)
- 1917 - Freddie Francis, direttore della fotografia e regista britannico († 2007)
- 1917 - John Niel Randle, militare britannico († 1944)
- 1917 - Lewis Hastings Sarett, chimico statunitense († 1999)
- 1917 - William O. Steele, scrittore statunitense († 1979)
- 1918 - Talley Beatty, coreografo, ballerino e insegnante statunitense († 1995)
- 1918 - Tage Bjurfeldt, pentatleta svedese
- 1918 - Toni Ebner, politico, editore e giornalista italiano († 1981)
- 1918 - Mehdi Hüseynzadə, militare, partigiano e guerrigliero azero († 1944)
- 1918 - Brunella Gasperini, giornalista e scrittrice italiana († 1979)
- 1918 - Viktor Tegelhoff, calciatore cecoslovacco († 1991)
- 1919 - Wilhelm Beck, militare tedesco († 1944)
- 1919 - Hernando Bernal Duran, militare colombiano († 2018)
- 1919 - Robert Le Bras, pallanuotista francese († 2008)
- 1919 - Pavel Paršin, velista sovietico
- 1919 - Jesse Pye, calciatore inglese († 1984)
- 1919 - Irina Rakobol'skaja, fisico sovietica († 2016)
- 1920 - Ivo Chiesa, impresario teatrale, giornalista e produttore discografico italiano († 2003)
- 1920 - Francesco Fiorani, calciatore italiano († 2012)
- 1920 - Pop Goodwin, cestista statunitense († 2005)
- 1920 - Pierre Kast, regista cinematografico e sceneggiatore francese († 1984)
- 1920 - Antonio Seccareccia, poeta e scrittore italiano († 1997)
- 1920 - Bohuslav Vyletal, calciatore cecoslovacco († 2014)
- 1921 - Dimitri Fampas, chitarrista greco († 1996)
- 1921 - Maurice Girardot, cestista francese († 2020)
- 1921 - Giuseppe Marchetto, calciatore italiano († 1975)
- 1921 - Lucien Rebuffic, cestista francese († 1997)
- 1921 - Zeno Vendler, filosofo e linguista ungherese († 2004)
- 1922 - Elisabetta di Lussemburgo, principessa lussemburghese († 2011)
- 1922 - Jean Malaurie, esploratore, geografo e cartografo francese († 2024)
- 1922 - Juan Antonio Ortega, calciatore spagnolo
- 1922 - Brownie Mary, attivista statunitense († 1999)
- 1922 - Ruth Roman, attrice statunitense († 1999)
- 1922 - Odd Wang Sørensen, calciatore norvegese († 2004)
- 1922 - Jack Smiley, cestista e allenatore di pallacanestro statunitense († 2000)
- 1922 - Sauro Taiti, calciatore italiano († 1990)
- 1922 - Jim Wright, politico statunitense († 2015)
- 1923 - Raffaele Garzia, politico italiano († 2010)
- 1923 - Dario Sabbatucci, storico delle religioni italiano († 2002)
- 1923 - Duilio Santarosa, calciatore italiano († 2016)
- 1924 - Marino Calvaresi, politico e partigiano italiano († 2009)
- 1924 - Sennen Corrà, vescovo cattolico italiano († 2005)
- 1924 - Frank Corsaro, regista teatrale e attore statunitense († 2017)
- 1924 - Tonny van Ede, calciatore olandese († 2011)
- 1924 - Peter Green, storico, scrittore e traduttore britannico († 2024)
- 1924 - Nosrat Karimi, regista, sceneggiatore e attore iraniano († 2019)
- 1924 - Lefter Küçükandonyadis, allenatore di calcio e calciatore turco († 2012)
- 1925 - Luciana Angiolillo, attrice italiana († 2014)
- 1925 - Károly Makk, regista e sceneggiatore ungherese († 2017)
- 1925 - Ekaterina Ilarionovna Michajlova-Dëmina, militare sovietica († 2019)
- 1925 - Alberto Mieli, scrittore e superstite dell'Olocausto italiano († 2018)
- 1925 - Walter Womacka, pittore tedesco († 2010)
- 1926 - Alcides Ghiggia, calciatore uruguaiano († 2015)
- 1926 - Morton Heilig, regista, direttore della fotografia e inventore statunitense († 1997)
- 1926 - Floriano Papi, zoologo e etologo italiano († 2016)
- 1926 - Steve Parr, calciatore inglese († 2019)
- 1927 - Peggie Castle, attrice statunitense († 1973)
- 1927 - Sergio Fiorentino, pianista italiano († 1998)
- 1927 - René Queyroux, schermidore francese († 2002)
- 1927 - Denis Richet, storico francese († 1989)
- 1928 - Piero Angela, divulgatore scientifico, giornalista e conduttore televisivo italiano († 2022)
- 1928 - Fredrik Barth, antropologo norvegese († 2016)
- 1928 - Angelo Bonfiglio, politico italiano († 2000)
- 1928 - Alfonso Giordano, magistrato, giurista e politico italiano († 2021)
- 1928 - Luisa Massimo, pediatra italiana († 2016)
- 1928 - Nicola Tanda, critico letterario e filologo italiano († 2016)
- 1929 - Costa Pereira, calciatore portoghese († 1990)
- 1929 - Hugo Loetscher, scrittore, critico letterario e giornalista svizzero († 2009)
- 1929 - Natale Tulli, attore italiano († 2014)
- 1929 - Woo Sang-kwon, calciatore sudcoreano († 1975)
- 1930 - Adriano Bausola, filosofo italiano († 2000)
- 1930 - Per Bredesen, calciatore norvegese († 2022)
- 1930 - Jacques Louis Antoine Marie David, vescovo cattolico francese († 2018)
- 1930 - Abdul Rahman Ghassemlou, politico iraniano († 1989)
- 1930 - Salvatore Gionta, pallanuotista italiano († 2025)
- 1930 - Ardalion Ignat'ev, velocista sovietico († 1998)
- 1930 - Amnon Kapeliouk, giornalista e scrittore israeliano († 2009)
- 1930 - Beryl Penrose, tennista australiana († 2021)
- 1930 - Romolo Augusto Staccioli, storico italiano
- 1931 - Angelo Chizzoni, generale italiano († 2016)
- 1931 - Carlos Graça, politico saotomense († 2013)
- 1931 - Borko Jovanović, cestista jugoslavo
- 1931 - Gisela Köhler, ostacolista e velocista tedesca († 2024)
- 1931 - Lionello Puppi, storico dell'arte e politico italiano († 2018)
- 1932 - Han Grijzenhout, allenatore di calcio e calciatore olandese († 2020)
- 1932 - Dick Meredith, hockeista su ghiaccio statunitense († 2025)
- 1932 - Phil Woosnam, dirigente sportivo, allenatore di calcio e calciatore gallese († 2013)
- 1933 - John Hartle, pilota motociclistico britannico († 1968)
- 1933 - Milton Katselas, regista statunitense († 2008)
- 1933 - Luciano Martino, produttore cinematografico, regista e sceneggiatore italiano († 2013)
- 1933 - Abel Pacheco de la Espriella, politico, personaggio televisivo e scrittore costaricano
- 1933 - Jackie Scott, calciatore nordirlandese († 1978)
- 1933 - Jean Tulard, storico francese
- 1933 - Gladys Werner, sciatrice alpina statunitense († 2001)
- 1934 - Pierre Dalle Nogare, romanziere e poeta francese († 1984)
- 1934 - Oskar Kohlhauser, calciatore austriaco († 2019)
- 1934 - David Pearson, pilota automobilistico statunitense († 2018)
- 1934 - Aldo Rosselli, scrittore italiano († 2013)
- 1934 - Ruggero Savinio, pittore e scrittore italiano († 2025)
- 1934 - Christian Wägli, mezzofondista e velocista svizzero († 2019)
- 1935 - Pippo Caruso, direttore d'orchestra, arrangiatore e compositore italiano († 2018)
- 1935 - Paola Paternoster, discobola, giavellottista e pesista italiana († 2018)
- 1935 - Paulo Rocha, regista cinematografico, sceneggiatore e attore portoghese († 2012)
- 1936 - Gerard J. M. van den Aardweg, psicologo e psicoterapeuta olandese
- 1936 - Bjørn Andersen, ex calciatore norvegese
- 1936 - Héctor Elizondo, attore statunitense
- 1936 - Tom Hawkins, cestista statunitense († 2017)
- 1936 - David B. Healy, astronomo statunitense († 2011)
- 1936 - Akio Kaminaga, judoka giapponese († 1993)
- 1936 - Olli Mäki, pugile finlandese († 2019)
- 1936 - Mieczysław Nowak, sollevatore polacco († 2006)
- 1936 - Ivan Pauletta, politico e scrittore croato († 2017)
- 1936 - Koki Takagi, pallanuotista giapponese
- 1937 - Pierluigi Chicca, schermidore e maestro di scherma italiano († 2017)
- 1937 - Piero Comisso, ex calciatore italiano
- 1937 - Giovanni Costariol, calciatore italiano († 2022)
- 1937 - Franco Dinelli, calciatore e allenatore di calcio italiano († 2023)
- 1937 - George Kinnell, calciatore scozzese († 2021)
- 1937 - Bill Lipinski, politico statunitense
- 1937 - Else Ommerborn, ex schermitrice tedesca
- 1937 - Ėduard Nikolaevič Uspenskij, scrittore sovietico († 2018)
- 1938 - Lucien Bouchard, politico e avvocato canadese
- 1938 - Rocco Caccavari, politico italiano († 2021)
- 1938 - Brian Locking, bassista e armonicista britannico († 2020)
- 1938 - Pedro Roig, hockeista su prato spagnolo († 2018)
- 1938 - Julio Santaella, dirigente sportivo e calciatore spagnolo († 2019)
- 1938 - Martin Sherman, drammaturgo e sceneggiatore statunitense
- 1938 - Peter Weber, ginnasta tedesco († 2024)
- 1938 - Bob Wiesenhahn, ex cestista statunitense
- 1939 - Valentin Afonin, allenatore di calcio e calciatore sovietico († 2021)
- 1939 - Romano Malaspina, attore e doppiatore italiano
- 1939 - Lucio Paternò, fisico e astronomo italiano († 2017)
- 1940 - Jim McLaughlin, calciatore e allenatore di calcio nordirlandese († 2024)
- 1940 - Harry Walden, calciatore inglese († 2018)
- 1941 - Bruno Dettori, politico italiano († 2020)
- 1941 - Peter Helm, attore canadese
- 1941 - Edward Ott, fisico statunitense
- 1941 - Jens Petersen, allenatore di calcio e calciatore danese († 2012)
- 1941 - Lanna Saunders, attrice statunitense († 2007)
- 1941 - Werner Schaaphok, ex calciatore olandese
- 1941 - M. Stanley Whittingham, chimico britannico
- 1941 - Roberto Zaccaria, politico, dirigente pubblico e funzionario italiano
- 1942 - Yasuyuki Kuwahara, calciatore giapponese († 2017)
- 1942 - Antonio Martino, politico e economista italiano († 2022)
- 1942 - Graham Newton, calciatore inglese († 2019)
- 1942 - Dick Parry, sassofonista britannico
- 1942 - Asghar Sharafi, allenatore di calcio e ex calciatore iraniano
- 1942 - Michael Spindler, informatico tedesco († 2017)
- 1942 - Ramón Torras, pilota motociclistico spagnolo († 1965)
- 1943 - Gordon Ferry, ex calciatore inglese
- 1943 - Isaia Gasparotto, politico italiano
- 1943 - John Kappler, immunologo statunitense
- 1943 - Juan Mujica, calciatore uruguaiano († 2016)
- 1943 - Luis Regueiro Urquiola, ex calciatore messicano
- 1943 - Paul Wolfowitz, politico e diplomatico statunitense
- 1944 - Steve Carlton, ex giocatore di baseball statunitense
- 1944 - Claudio D'Amato Guerrieri, architetto e teorico dell'architettura italiano († 2019)
- 1944 - Guido De Angelis, cantautore, compositore e arrangiatore italiano
- 1944 - Mo Foster, bassista e compositore britannico († 2023)
- 1944 - Checco Marsella, cantante e tastierista italiano
- 1944 - Ernest Moniz, fisico e politico statunitense
- 1944 - Benedetto Tuzia, vescovo cattolico italiano
- 1944 - Natal'ja Ustinova, ex nuotatrice uzbeka
- 1945 - Ursula Haubner, politica austriaca
- 1945 - Jean-Pierre Kutwa, cardinale e arcivescovo cattolico ivoriano
- 1945 - René Masclaux, ex calciatore francese
- 1945 - Felice Pulici, calciatore, allenatore di calcio e dirigente sportivo italiano († 2018)
- 1945 - Diane Sawyer, giornalista statunitense
- 1946 - Kuwasi Balagoon, anarchico, attivista e criminale statunitense († 1986)
- 1946 - Jacques Brodin, schermidore francese († 2015)
- 1946 - Pamela Courson, cantante statunitense († 1974)
- 1946 - Peter Daniel, ex calciatore inglese
- 1946 - Régis Delépine, ex ciclista su strada francese
- 1946 - Angelika Dünhaupt, ex slittinista tedesca occidentale
- 1946 - Alberto Grossetti, ex calciatore italiano
- 1946 - Bobby Hooper, cestista e allenatore di pallacanestro statunitense († 2024)
- 1946 - Patrick Russel, ex sciatore alpino francese
- 1946 - Rodrigo Valdéz, pugile colombiano († 2017)
- 1947 - Bill van Dijk, cantante e attore olandese
- 1947 - Porfirio Lobo, politico honduregno
- 1947 - Hugues Portelli, giurista e politico francese
- 1947 - Manolo Rodríguez Alfonso, ex calciatore spagnolo
- 1947 - Marcello Semeraro, cardinale e arcivescovo cattolico italiano
- 1947 - David Sklansky, giocatore di poker e saggista statunitense
- 1947 - Bob Staak, ex cestista e allenatore di pallacanestro statunitense
- 1947 - Mario Trotta, militare italiano
- 1947 - Mitsuo Tsukahara, ex ginnasta giapponese
- 1948 - Domenico Achille, generale italiano
- 1948 - Noel Edmonds, conduttore radiofonico e conduttore televisivo britannico
- 1948 - Angelo Jacopucci, pugile italiano († 1978)
- 1948 - Flip Mark, attore cinematografico e attore televisivo statunitense
- 1948 - Vester Marshall, ex cestista e allenatore di pallacanestro statunitense
- 1948 - Rick Nielsen, chitarrista statunitense
- 1948 - Franco Salvatori, geografo italiano
- 1948 - Lynne Thigpen, attrice statunitense († 2003)
- 1948 - Nicolae Timofti, politico e giurista moldavo
- 1949 - Anton Anton, politico e ingegnere rumeno
- 1949 - Graham Beckel, attore statunitense
- 1949 - Manfred Burgsmüller, calciatore tedesco occidentale († 2019)
- 1949 - Jesús Esteban Catalá Ibáñez, vescovo cattolico spagnolo
- 1949 - Anna Galiena, attrice italiana
- 1949 - Maurice Gibb, cantante, compositore e arrangiatore britannico († 2003)
- 1949 - Robin Gibb, cantante, compositore e arrangiatore britannico († 2012)
- 1949 - Ray Guy, giocatore di football americano statunitense († 2022)
- 1949 - Vladimír Martinec, ex hockeista su ghiaccio ceco
- 1949 - Riccardo Orioles, giornalista italiano
- 1949 - Dave Robisch, ex cestista e allenatore di pallacanestro statunitense
- 1949 - Clara Serina, cantante e compositrice brasiliana
- 1950 - Norm Gratton, hockeista su ghiaccio canadese († 2010)
- 1950 - Roberto Gremmo, storico, politico e giornalista italiano
- 1950 - Massamba Kilasu, calciatore della Repubblica Democratica del Congo († 2020)
- 1950 - Diego Malisan, ex calciatore italiano
- 1950 - Masatoshi Matsunaga, ex calciatore e dirigente sportivo giapponese
- 1950 - Bill Newton, ex cestista statunitense
- 1950 - Flavino Ríos Alvarado, avvocato e politico messicano
- 1951 - Patty Boydstun, ex sciatrice alpina statunitense
- 1951 - Timothy Broglio, arcivescovo cattolico statunitense
- 1951 - Judy Crawford, ex sciatrice alpina canadese
- 1951 - Gerald Grosvenor, VI duca di Westminster, nobile, imprenditore e militare britannico († 2016)
- 1951 - Víctor Mora, cestista venezuelano († 2016)
- 1951 - Vasilij Ročev, ex fondista sovietico
- 1951 - Piero Testoni, politico e giornalista italiano († 2025)
- 1952 - Jacques Bossis, ex ciclista su strada e pistard francese
- 1952 - Paola Del Bosco, attrice, doppiatrice e direttrice del doppiaggio italiana
- 1952 - Mircea Grabovschi, pallamanista e allenatore di pallamano rumeno († 2024)
- 1952 - Raúl Isiordia, ex calciatore messicano
- 1952 - Sandra Kalniete, politica lettone
- 1952 - Marco Luchetta, giornalista italiano († 1994)
- 1952 - Maria Roberta Schranz, ex sciatrice alpina italiana
- 1953 - Gregor Fisher, attore e comico scozzese
- 1953 - Jann Jakobs, politico tedesco
- 1953 - Yanick Lahens, scrittrice haitiana
- 1953 - Matteo Salvemini, ex pugile e allenatore di pugilato italiano
- 1953 - Eiji Ueda, allenatore di calcio e ex calciatore giapponese
- 1954 - Peio Agirreoa, ex calciatore spagnolo
- 1954 - Daniele Cernilli, giornalista italiano
- 1954 - Hugh Quarshie, attore britannico
- 1954 - Jean Rigby, cantante inglese
- 1954 - Alessandra Sartore, politica italiana
- 1955 - Antonella Anedda, poetessa e saggista italiana
- 1955 - Adriana Brodsky, attrice argentina
- 1955 - Jean-Louis Gauthier, ciclista su strada francese († 2014)
- 1955 - Galina Murašova, ex discobola sovietica
- 1955 - Jorge Nelson Ramírez, ex calciatore peruviano
- 1955 - Lázár Szentes, allenatore di calcio e ex calciatore ungherese
- 1955 - Thomas Südhof, biologo tedesco
- 1955 - Roland Wagner, ex calciatore francese
- 1956 - Peter Baldwin, docente e filantropo statunitense
- 1956 - Roswitha Beier, ex nuotatrice tedesca orientale
- 1956 - Erica Boyer, attrice pornografica statunitense († 2009)
- 1956 - Tracy Delatte, ex tennista statunitense
- 1956 - Percival Everett, scrittore statunitense
- 1956 - Philippe Harel, regista, attore e sceneggiatore francese
- 1956 - David Leigh, ex nuotatore britannico
- 1956 - Marie Rivière, attrice francese
- 1956 - Rudi Vittori, alpinista, psicologo e scrittore italiano
- 1957 - Pavel Antov, imprenditore e politico russo († 2022)
- 1957 - Javier Augusto Del Río Alba, arcivescovo cattolico peruviano
- 1957 - Tony Lestingi, attore argentino
- 1957 - Kim Steinmetz, ex tennista statunitense
- 1957 - Tsai Chin, cantante taiwanese
- 1957 - Tshering Pem Wangchuck, regina bhutanese
- 1958 - Marijam Agischewa, attrice e doppiatrice tedesca
- 1958 - Andrea Angrisani, rugbista a 15 italiano
- 1958 - Maria Dragoni, soprano italiano
- 1958 - Frank Gambale, chitarrista australiano
- 1958 - Masaaki Katō, ex calciatore giapponese
- 1958 - Ronny Martens, ex calciatore belga
- 1958 - Stefano Sposetti, astronomo svizzero
- 1958 - Tracy-Louise Ward, attrice britannica
- 1958 - Lenny von Dohlen, attore statunitense († 2022)
- 1959 - Noureddine Bedoui, politico algerino
- 1959 - Federico Bucci, storico dell'architettura italiano († 2023)
- 1959 - Niccolò Ghedini, avvocato e politico italiano († 2022)
- 1959 - John Patitucci, bassista e contrabbassista statunitense
- 1959 - Erica Rivolta, politica italiana
- 1959 - Bernd Schuster, allenatore di calcio e ex calciatore tedesco
- 1959 - Franck Tanasi, ex calciatore francese
- 1960 - Jean-Michel Basquiat, writer e pittore statunitense († 1988)
- 1960 - Tyrell Biggs, ex pugile statunitense
- 1960 - Mark Brydon, musicista, compositore e produttore discografico britannico
- 1960 - Emil Chau, cantante, compositore e attore hongkonghese
- 1960 - Václav Daněk, allenatore di calcio e ex calciatore cecoslovacco
- 1960 - João Ferreira Nunes, architetto del paesaggio portoghese
- 1960 - Kazuo Hirai, imprenditore giapponese
- 1960 - Kassim Majaliwa, politico tanzaniano
- 1960 - Márcio Rezende de Freitas, ex arbitro di calcio brasiliano
- 1960 - Ricardo Waddington, regista televisivo e produttore televisivo brasiliano
- 1960 - Zoran Živković, politico serbo
- 1961 - Roberto Boribello, cantante, compositore e produttore discografico italiano
- 1961 - Jurij Ivanovič Malenčenko, cosmonauta russo
- 1961 - Marcus O'Sullivan, ex mezzofondista irlandese
- 1961 - Urbano Ortega, allenatore di calcio e ex calciatore spagnolo
- 1961 - Philippe Vande Walle, allenatore di calcio e ex calciatore belga
- 1961 - Lenka Vlčková, ex sciatrice alpina ceca
- 1962 - George Adams, ex giocatore di football americano statunitense
- 1962 - Herman Bruyninckx, ex cestista belga
- 1962 - Ralph Fiennes, attore, regista e produttore cinematografico britannico
- 1962 - Eric Kelso, doppiatore statunitense
- 1962 - Walter Rinaldi, compositore e musicista italiano
- 1962 - Kjetil Sagen, ex calciatore norvegese
- 1962 - Lionel Wigram, produttore cinematografico e sceneggiatore inglese
- 1962 - Sister Roma, direttore artistico statunitense
- 1963 - Jean-Marc Adjovi-Boco, ex calciatore beninese
- 1963 - Giuseppe Bergomi, ex calciatore italiano
- 1963 - Işıl Dayoğlu, attrice turca
- 1963 - Juan José Elgezabal, ex calciatore spagnolo
- 1963 - Bryan Gunn, allenatore di calcio e ex calciatore scozzese
- 1963 - Karin Keller-Sutter, politica svizzera
- 1963 - Christophe Lavainne, ex ciclista su strada e ciclocrossista francese
- 1963 - Barry Loudermilk, politico statunitense
- 1963 - Simonetta Rubinato, politica italiana
- 1964 - Roman Kukleta, calciatore cecoslovacco († 2011)
- 1964 - Lee Jae-myung, politico sudcoreano
- 1964 - Hildelisa Rodríguez, ex schermitrice cubana
- 1964 - Peter Wagner, bassista e cantante tedesco
- 1964 - Manfred Zsak, allenatore di calcio e ex calciatore austriaco
- 1965 - Victoria Alonso, produttrice cinematografica argentina
- 1965 - Coquito, ex calciatore uruguaiano
- 1965 - Beth Fantaskey, scrittrice statunitense
- 1965 - Francesco Gazzaneo, dirigente sportivo e ex calciatore italiano
- 1965 - David S. Goyer, sceneggiatore, regista e produttore cinematografico statunitense
- 1965 - Luis Islas, allenatore di calcio e ex calciatore argentino
- 1965 - Andrew Kennedy, ex cestista giamaicano
- 1965 - Sergi López, attore spagnolo
- 1965 - Judith Scott, attrice statunitense
- 1965 - Bryan Shelton, allenatore di tennis e ex tennista statunitense
- 1965 - Robbie Wakenshaw, ex calciatore inglese
- 1965 - Urszula Włodarczyk, ex multiplista e triplista polacca
- 1965 - Sakit Əliyev, calciatore azero († 2015)
- 1966 - Jayme Amatnecks, compositore e direttore di coro brasiliano
- 1966 - Alex Baroni, cantautore italiano († 2002)
- 1966 - Dmitrij Bilozerčev, ex ginnasta sovietico
- 1966 - Stefano Gregorio, sciatore nautico italiano
- 1966 - Susan Kariuki, ex cestista keniota
- 1966 - Christophe Lacroix, politico belga
- 1966 - Kelsey Nakanelua, ex velocista samoano americano
- 1966 - Christian Polig, ex sciatore alpino italiano
- 1966 - Marcel Schirmer, cantante e bassista tedesco
- 1966 - Kathrin Zimmermann, ex nuotatrice tedesca
- 1966 - João Justino de Medeiros Silva, arcivescovo cattolico brasiliano
- 1967 - Chiara Caselli, attrice, regista e fotografa italiana
- 1967 - Richey Edwards, chitarrista gallese († 1995)
- 1967 - Erik L'Homme, scrittore francese
- 1967 - Yutaka Nakamura, animatore e character designer giapponese
- 1967 - Dan Petrescu, allenatore di calcio e ex calciatore rumeno
- 1967 - Ingo Schütze, storico della filosofia tedesco
- 1967 - Clóvis Simas, ex giocatore di calcio a 5 brasiliano
- 1967 - Martina Voss-Tecklenburg, allenatrice di calcio e ex calciatrice tedesca
- 1968 - Lauralee Bell, attrice statunitense
- 1968 - Eniko-Tounte Enyedi, ex cestista rumena
- 1968 - Andrea Giordano, ex calciatore italiano
- 1968 - Luis Hernández, ex calciatore messicano
- 1968 - Svetlana Kapanina, aviatrice russa
- 1968 - Lori McKenna, cantautrice statunitense
- 1968 - Dina Meyer, attrice statunitense
- 1968 - Francesco Moriconi, fumettista e saggista italiano
- 1969 - Myriam Bédard, ex biatleta e dirigente sportiva canadese
- 1969 - Fabio Favi, allenatore di calcio e ex calciatore italiano
- 1969 - Sandra Forgues, ex canoista francese
- 1969 - Gianna Hablützel-Bürki, ex schermitrice svizzera
- 1969 - Dagmar Hase, ex nuotatrice tedesca
- 1969 - Mats Lilienberg, ex calciatore svedese
- 1969 - Scott McGrory, ex pistard australiano
- 1969 - Nasila Onjiko, ex cestista keniota
- 1969 - Mark Robins, allenatore di calcio e ex calciatore inglese
- 1969 - Daniele Roccato, contrabbassista e compositore italiano
- 1969 - Federica Saraceni, ex terrorista italiana
- 1969 - Susana Sumelzo, politica spagnola
- 1969 - Miguel Torrecilla, dirigente sportivo e ex calciatore spagnolo
- 1969 - Siegfried Voglreiter, ex sciatore alpino austriaco
- 1970 - Mutiu Adepoju, dirigente sportivo e ex calciatore nigeriano
- 1970 - Gary Anderson, giocatore di freccette scozzese
- 1970 - Barbara Blatter, ex mountain biker svizzera
- 1970 - Ted Cruz, politico e avvocato statunitense
- 1970 - Mark Dragunski, ex pallamanista e allenatore di pallamano tedesco
- 1970 - Dino Felicetti, ex hockeista su ghiaccio canadese
- 1970 - Jon Odriozola, ex ciclista su strada e dirigente sportivo spagnolo
- 1970 - Terje Olsen, ex calciatore norvegese
- 1970 - Mahama Ouattara, ex cestista ivoriano
- 1970 - Alberto Pellegrini, schermidore e cestista italiano
- 1970 - Michael Tebbutt, ex tennista australiano
- 1970 - José Ramón de la Fuente, allenatore di calcio e ex calciatore spagnolo
- 1971 - Claire Huddart, ex nuotatrice britannica
- 1971 - Khalid Khannouchi, ex maratoneta e mezzofondista marocchino
- 1971 - Asuka Kurosawa, attrice e modella giapponese
- 1971 - Lee Hye-young, attrice sudcoreana
- 1971 - Marcos Milinković, allenatore di pallavolo e ex pallavolista argentino
- 1971 - Jonny Rödlund, ex calciatore svedese
- 1971 - Deborah Twiss, attrice e regista statunitense
- 1971 - Jonathan Yudis, regista statunitense
- 1971 - Corinne Zago, ex cestista francese
- 1971 - Xawery Żuławski, regista, sceneggiatore e attore polacco
- 1972 - Ali Al Badwawi, arbitro di calcio emiratino
- 1972 - Poorna Jagannathan, attrice e pubblicitaria statunitense
- 1972 - Steffi Jones, allenatrice di calcio e ex calciatrice tedesca
- 1972 - Kirk Maltby, ex hockeista su ghiaccio e dirigente sportivo canadese
- 1972 - Alexandre Moos, ex ciclista su strada e ciclocrossista svizzero
- 1972 - Barbara Nadalin, canoista italiana († 2012)
- 1972 - Hans Nilsson, batterista svedese
- 1972 - Vanessa Paradis, attrice e cantante francese
- 1972 - Takayuki Yokoyama, ex calciatore giapponese
- 1973 - Vincenzo Amendola, politico italiano
- 1973 - Traci Dinwiddie, attrice statunitense
- 1973 - Marco Falchetto, schermidore austriaco
- 1973 - Jyri Lehtonen, ex cestista e allenatore di pallacanestro finlandese
- 1973 - Sarina Paris, cantante canadese
- 1973 - Annie Pelletier, ex tuffatrice canadese
- 1973 - Jonathan Peña, schermidore portoricano
- 1973 - Sergio Silvestris, politico italiano
- 1973 - Alan Thompson, ex calciatore inglese
- 1974 - Simone Cavelli, aviatore italiano
- 1974 - Daniel García Lara, ex calciatore spagnolo
- 1974 - Heather Donahue, attrice, scrittrice e imprenditrice statunitense
- 1974 - Christian Hoffmann, ex fondista austriaco
- 1974 - Goran Karadžić, ex cestista jugoslavo
- 1974 - Dagmar Mair unter der Eggen, ex snowboarder italiana
- 1974 - Precious Monye Onyabor, ex calciatore nigeriano
- 1975 - Marvin Andrews, ex calciatore trinidadiano
- 1975 - Sergei Aschwanden, judoka svizzero
- 1975 - Alexandr Bondarev, ex giocatore di calcio a 5 kazako
- 1975 - Dmitrij Chochlov, allenatore di calcio e ex calciatore russo
- 1975 - Omar Dorsey, attore statunitense
- 1975 - Pavel Doŭhal', ex pentatleta bielorusso
- 1975 - Manu Payet, attore, regista e comico francese
- 1975 - Christian Giagnoni, paraciclista e ex hockeista su pista italiano
- 1975 - Hiromi Ikeda, ex calciatrice giapponese
- 1975 - Martin Lipčák, ex calciatore slovacco
- 1975 - Marcin Mięciel, ex calciatore polacco
- 1975 - Amy Wadge, cantautrice britannica
- 1975 - Takuya Ōnishi, astronauta giapponese
- 1976 - Patrick Heuscher, ex giocatore di beach volley svizzero
- 1976 - Derek Hood, ex cestista statunitense
- 1976 - Aya Takano, artista e pittrice giapponese
- 1976 - Afida Turner, cantautrice, attrice e produttrice discografica francese
- 1976 - Jayson Wells, ex cestista statunitense
- 1977 - Steven Kleynen, ex ciclista su strada belga
- 1977 - Nenad Lalatović, allenatore di calcio e ex calciatore serbo
- 1977 - Norbert Lins, politico tedesco
- 1977 - Alessandro Rak, fumettista, animatore e regista italiano
- 1977 - Zoltán Szécsi, pallanuotista ungherese
- 1978 - Iader Fabbri, biologo, divulgatore scientifico e saggista italiano
- 1978 - Abel Ferreira, allenatore di calcio e ex calciatore portoghese
- 1978 - Joanne Kelly, attrice canadese
- 1978 - Hannes Kirchler, ex discobolo italiano
- 1978 - Edo Maajka, rapper, cantautore e produttore discografico bosniaco
- 1978 - Jody Morris, allenatore di calcio e ex calciatore inglese
- 1978 - Emmanuel Olisadebe, ex calciatore nigeriano
- 1978 - Massimiliano Ossini, conduttore televisivo e scrittore italiano
- 1978 - Mia Tyler, stilista e attrice statunitense
- 1979 - Diane Bui Duyet, nuotatrice francese
- 1979 - Sophie Campbell, fumettista statunitense
- 1979 - Danielle Carruthers, ex ostacolista statunitense
- 1979 - David Croft, ex rugbista a 15 australiano
- 1979 - Régis Dorn, ex calciatore francese
- 1979 - Alexander Egger, allenatore di hockey su ghiaccio e ex hockeista su ghiaccio italiano
- 1979 - Daniel Goitom, calciatore eritreo
- 1979 - Naotake Hanyū, ex calciatore giapponese
- 1979 - Stojan Ignatov, ex calciatore macedone
- 1979 - Salim Kipsang, ex mezzofondista e maratoneta keniota
- 1979 - Eleonora Lo Bianco, ex pallavolista italiana
- 1979 - Petra Majdič, ex fondista slovena
- 1979 - Matteo Marighella, tennista italiano
- 1979 - Alice Palazzi, attrice italiana
- 1979 - Benedetta Ponticelli, doppiatrice italiana
- 1979 - Ivan Rudež, allenatore di pallacanestro croato
- 1979 - Gonzalo Vicente, ex calciatore uruguaiano
- 1980 - Luz Mercedes Acosta, ex sollevatrice messicana
- 1980 - Chris Carmack, attore e ex modello statunitense
- 1980 - Emanuela Felici, tiratrice a volo sammarinese
- 1980 - Marcus Haislip, ex cestista statunitense
- 1980 - Lee Eun-ju, attrice sudcoreana († 2005)
- 1980 - Matt Parker, matematico, youtuber e insegnante australiano
- 1980 - Federico Russo, conduttore radiofonico e conduttore televisivo italiano
- 1980 - Andrej Stenin, fotoreporter russo († 2014)
- 1980 - Derek Tran, politico statunitense
- 1981 - Tommy Bechmann, ex calciatore danese
- 1981 - Réka Cserny, ex cestista ungherese
- 1981 - Osvaldo Díaz, ex calciatore paraguaiano
- 1981 - Nico Freriks, allenatore di pallavolo e ex pallavolista olandese
- 1981 - Haykel Guemamdia, ex calciatore tunisino
- 1981 - Christian Holst, ex calciatore faroese
- 1981 - Momir Ilić, ex pallamanista e allenatore di pallamano serbo
- 1981 - Arthur Johnson, ex cestista statunitense
- 1981 - Shinsuke Kashiwagi, cestista giapponese
- 1981 - Suzanne Kragbé, ex discobola ivoriana
- 1981 - Marina Kupcova, ex altista russa
- 1981 - Victor Mendy, ex calciatore senegalese
- 1981 - Massimiliano Pironti, pittore italiano
- 1981 - Cheek, rapper finlandese
- 1981 - Nicolas Vaporidis, attore italiano
- 1982 - Reyhan Arabacıoğlu, ex sollevatore turco
- 1982 - Alex Belli, modello, attore e personaggio televisivo italiano
- 1982 - Souleymane Camara, ex calciatore senegalese
- 1982 - Agbani Darego, modella nigeriana
- 1982 - Diana Dondoe, modella rumena
- 1982 - Luis Garnier, ex calciatore argentino
- 1982 - Britta Heidemann, ex schermitrice tedesca
- 1982 - Monika Karsch, tiratrice a segno tedesca
- 1982 - Rodney Martin, velocista statunitense
- 1982 - Teko Modise, ex calciatore sudafricano
- 1982 - Místico, wrestler messicano
- 1982 - Brooke Nevin, attrice canadese
- 1982 - Apostol Popov, ex calciatore bulgaro
- 1982 - Rohan Ricketts, ex calciatore inglese
- 1982 - Olivier Tia, ex calciatore ivoriano
- 1983 - Lara Davenport, nuotatrice australiana
- 1983 - Rafael Defendi, ex calciatore brasiliano
- 1983 - Joe Dinicol, attore canadese
- 1983 - Robin Duvillard, fondista francese
- 1983 - Edwin Ekiring, ex giocatore di badminton ugandese
- 1983 - Michelle Ferrari, ex attrice pornografica italiana
- 1983 - José Fonte, calciatore portoghese
- 1983 - Victoria Galindo, giocatrice di softball statunitense
- 1983 - Luke Gallows, wrestler statunitense
- 1983 - Jennifer Hawkins, modella australiana
- 1983 - Sergej Petuchov, velocista russo
- 1983 - Nathalie Péchalat, ex danzatrice su ghiaccio francese
- 1984 - Basshunter, cantante, produttore discografico e disc jockey svedese
- 1984 - Tat'jana Borodulina, pattinatrice di short track russa
- 1984 - Brian Butch, ex cestista e allenatore di pallacanestro statunitense
- 1984 - Nicolò Consolini, ex calciatore italiano
- 1984 - Greg Finley, attore statunitense
- 1984 - Jerol Forbes, ex calciatore trinidadiano
- 1984 - Max Hoeflich, calciatore samoano
- 1984 - Matteo Mancosu, allenatore di calcio e ex calciatore italiano
- 1984 - Lamine Ouahab, tennista algerino
- 1984 - Griselda Sanchez, modella e personaggio televisivo argentina
- 1984 - Maziar Zare, allenatore di calcio e ex calciatore iraniano
- 1985 - Enis Alushi, ex calciatore kosovaro
- 1985 - Jitka Bartoničková, velocista ceca
- 1985 - Giorgio Tuccinardi, canottiere italiano
- 1985 - Abdul Carrupt, ex calciatore svizzero
- 1985 - Silvia Chimienti, politica italiana
- 1985 - Edurne, cantante, attrice e conduttrice televisiva spagnola
- 1985 - Carmelo Isgrò, biologo italiano
- 1985 - Dmitrij Larionov, canoista russo
- 1985 - Pedro Isaac Muléns, lottatore cubano
- 1985 - Kae Tempest, musicista e scrittore britannico
- 1986 - Elly Akira, attrice pornografica giapponese
- 1986 - Eleonora Bolla, attrice italiana
- 1986 - Arianne Caoili, scacchista e cantante filippina († 2020)
- 1986 - Jan Kalabiška, calciatore ceco
- 1986 - Carla Simón, regista e sceneggiatrice spagnola
- 1986 - Fatih Öztürk, ex calciatore turco
- 1987 - Alaa Abdul-Zahra, calciatore iracheno
- 1987 - Osamu Adachi, attore giapponese
- 1987 - Lisa Andreas, cantante inglese
- 1987 - Daniel Bäckström, allenatore di calcio e ex calciatore svedese
- 1987 - Roy Beerens, ex calciatore olandese
- 1987 - Zach Britton, giocatore di baseball statunitense
- 1987 - Nacho Cases, ex calciatore spagnolo
- 1987 - Garfield Darien, ostacolista francese
- 1987 - Antonio Di Martino, ex arbitro di calcio italiano
- 1987 - Andrei Dukov, lottatore rumeno
- 1987 - Everson Griffen, giocatore di football americano statunitense
- 1987 - Agnieszka Gąsienica-Daniel, ex sciatrice alpina polacca
- 1987 - Willy Komen, ex siepista e ex mezzofondista keniota
- 1987 - Genesio Ludovisi, surfista italiano
- 1987 - Éder, ex calciatore guineense
- 1987 - Cecil Shorts, ex giocatore di football americano statunitense
- 1988 - Zeno Bertoli, pallanuotista italiano
- 1988 - King Gyan, ex calciatore ghanese
- 1988 - Leigh Halfpenny, rugbista a 15 britannico
- 1988 - David Lemieux, pugile canadese
- 1988 - Juventina Napoleão, ex maratoneta est-timorese
- 1988 - Zdeněk Ondrášek, calciatore ceco
- 1988 - Damián Pérez, calciatore argentino
- 1988 - Daman Starring, ex cestista statunitense
- 1988 - Gianluca Strazzabosco, hockeista su ghiaccio italiano
- 1988 - Menelik Watson, ex giocatore di football americano inglese
- 1989 - Manon Aubry, politica francese
- 1989 - Zaven Badoyan, calciatore armeno
- 1989 - Logan Huffman, attore statunitense
- 1989 - Park Il-gyu, calciatore sudcoreano
- 1989 - Jordin Sparks, cantautrice e attrice statunitense
- 1990 - Chika Anzai, doppiatrice giapponese
- 1990 - Deshorn Brown, calciatore giamaicano
- 1990 - Jason Christie, ciclista su strada neozelandese
- 1990 - Raymond Cotton, giocatore di football americano statunitense
- 1990 - Abdou Darboe, ex calciatore gambiano
- 1990 - Chelsae Durocher, modella canadese
- 1990 - Manfred Gollner, calciatore austriaco
- 1990 - Luis Daniel González, calciatore venezuelano
- 1990 - Marko Ivović, pallavolista serbo
- 1990 - Daniel Kaufmann, ex calciatore liechtensteinese
- 1990 - Julius Kazakauskas, cestista lituano
- 1990 - Emanuele Liuzzi, canottiere italiano
- 1990 - Jean-Baptiste Maunier, attore, cantante e modello francese
- 1990 - Trent Murphy, giocatore di football americano statunitense
- 1990 - Josef Newgarden, pilota automobilistico statunitense
- 1990 - Gabriel Quak, calciatore singaporiano
- 1990 - Caio Secco, calciatore brasiliano
- 1990 - Paul Tanui, mezzofondista keniota
- 1990 - Óscar Valdez, pugile messicano
- 1990 - Bernarda Ćutuk, pallavolista croata
- 1991 - Ricky Aitamai, calciatore francese
- 1991 - Paul Alo-Emile, rugbista a 15 neozelandese
- 1991 - Wonlo Coulibaly, calciatore ivoriano
- 1991 - Lukas Grozurek, calciatore austriaco
- 1991 - Maja Jager, arciere danese
- 1991 - DaBaby, rapper e cantautore statunitense
- 1991 - Luis Machado, calciatore uruguaiano
- 1991 - Harrinson Mancilla, calciatore colombiano
- 1991 - Răzvan Martin, sollevatore rumeno
- 1991 - Bojan Matić, calciatore serbo
- 1991 - Ashton Moio, attore e stuntman statunitense
- 1991 - Téji Savanier, calciatore francese
- 1992 - Emeka Christian Eze, calciatore nigeriano
- 1992 - Patrick Friday Eze, calciatore nigeriano
- 1992 - Mélanie Henique, nuotatrice francese
- 1992 - Nick Johnson, cestista statunitense
- 1992 - Shioli Kutsuna, attrice australiana
- 1992 - Tyaunna Marshall, cestista statunitense
- 1992 - Tyler Matakevich, giocatore di football americano statunitense
- 1992 - Moonbyul, rapper, cantante e ballerina sudcoreana
- 1992 - Yūji Ono, calciatore giapponese
- 1992 - Dita Rozenberga, ex cestista lettone
- 1992 - Muchammad Sultonov, calciatore russo
- 1992 - Russell Teibert, ex calciatore canadese
- 1992 - Michail Zalomin, ginnasta russo
- 1993 - Gavin Cecchini, ex giocatore di baseball statunitense
- 1993 - Sergi Darder, calciatore spagnolo
- 1993 - Joseph David-Jones, attore statunitense
- 1993 - Angelo de Benedictis, pattinatore artistico a rotelle italiano
- 1993 - Lovelite Detenamo, ex velocista nauruana
- 1993 - Chimi Dorji, calciatore bhutanese
- 1993 - Alexander Edmondson, pistard e ciclista su strada australiano
- 1993 - Raphaël Guerreiro, calciatore portoghese
- 1993 - Roedion Henrique, giocatore di football americano olandese
- 1993 - Gabriel Medina, surfista brasiliano
- 1993 - Ousmane Ouattara, calciatore ivoriano
- 1993 - William Pottker, calciatore brasiliano
- 1993 - Hedvig Rasmussen, canottiera danese
- 1993 - Meghan Trainor, cantautrice e personaggio televisivo statunitense
- 1993 - Artem Tyščenko, biatleta ucraino
- 1993 - Liv Westphal, mezzofondista francese
- 1993 - Miki Yamane, calciatore giapponese
- 1993 - Zhazira Zhapparkul, sollevatrice kazaka
- 1994 - Brendan Chardonnet, calciatore francese
- 1994 - Fabien Claude, biatleta francese
- 1994 - Thibaut Favrot, sciatore alpino francese
- 1994 - Areli Hernández, calciatore messicano
- 1994 - Cameron Howieson, calciatore neozelandese
- 1994 - Tomáš Huk, calciatore slovacco
- 1994 - Camrus Johnson, attore statunitense
- 1994 - Tafadzwa Kutinyu, calciatore zimbabwese
- 1994 - Rúben Lameiras, calciatore portoghese
- 1994 - Klara Livk, ex sciatrice alpina slovena
- 1994 - Chloe Logarzo, calciatrice australiana
- 1994 - Chedly Mathlouthi, lottatore tunisino
- 1994 - Gonzalo Montes, calciatore uruguaiano
- 1994 - Aljaksandra Narkevič, ginnasta bielorussa
- 1994 - Alana Ramsay, sciatrice alpina canadese
- 1994 - Chris Walker, cestista statunitense
- 1994 - İlayda Çevik, attrice turca
- 1995 - Kalen Ballage, giocatore di football americano statunitense
- 1995 - Bura Nogueira, calciatore guineense
- 1995 - Daurice Fountain, giocatore di football americano statunitense
- 1995 - Paris Henken, velista statunitense
- 1995 - Payton Henson, cestista statunitense
- 1995 - Avtandil Kentchadze, lottatore georgiano
- 1995 - Miloš Milović, calciatore montenegrino
- 1995 - Brenden Sander, pallavolista statunitense
- 1995 - Benjamin Schulte, nuotatore statunitense
- 1995 - Paul Veritas, giocatore di football americano francese
- 1996 - Nkem Akaraiwe, cestista nigeriana
- 1996 - Bashar Resan, calciatore iracheno
- 1996 - Óscar Cabezas, calciatore colombiano
- 1996 - Caroline Hériaud, cestista francese
- 1996 - Maik Kotsar, cestista estone
- 1996 - Mackenzie Little, giavellottista australiana
- 1996 - Cosme Mavoungou, calciatore congolese (Repubblica del Congo)
- 1996 - Ludwig Simon, attore tedesco
- 1997 - Danyil Abakšyn, giocatore di calcio a 5 ucraino
- 1997 - William Bradley-King, giocatore di football americano statunitense
- 1997 - Ana Capeta, calciatrice portoghese
- 1997 - Mark Fodya, calciatore malawiano
- 1997 - Aleem Ford, cestista statunitense
- 1997 - Chloe McCarron, calciatrice nordirlandese
- 1997 - Jérôme Onguéné, calciatore camerunese
- 1997 - Sof'ja Prosvirnova, pattinatrice di short track russa
- 1997 - Taylor Rapp, giocatore di football americano statunitense
- 1997 - Tatsuki Seko, calciatore giapponese
- 1997 - Kevin Serna, calciatore colombiano
- 1997 - Guus Til, calciatore olandese
- 1997 - Martí Vigo del Arco, ex ciclista su strada e fondista spagnolo
- 1997 - Devaughn Williamson, calciatore bahamense
- 1998 - Christer Berg, giocatore di football americano finlandese
- 1998 - Álex Blanco, calciatore spagnolo
- 1998 - Daniel Boloca, calciatore italiano
- 1998 - Linda Caponi, nuotatrice italiana
- 1998 - Camille Cerutti, sciatrice alpina francese
- 1998 - Daniil Charitonov, pianista e compositore russo
- 1998 - Dauson Dales, giocatore di football americano statunitense
- 1998 - Juliette Ducordeau, fondista francese
- 1998 - Kendrick Green, giocatore di football americano statunitense
- 1998 - G. Hannelius, attrice e cantante statunitense
- 1998 - Kaan Kairinen, calciatore finlandese
- 1998 - James Penrice, calciatore scozzese
- 1998 - Uroš Plavšić, cestista serbo
- 1998 - Ri Se-ung, lottatore nordcoreano
- 1998 - Casper Ruud, tennista norvegese
- 1998 - Ethan Santos, calciatore gibilterriano
- 1998 - Latto, rapper statunitense
- 1998 - Reid Watts, slittinista canadese
- 1999 - Nuraly Álip, calciatore kazako
- 1999 - Chiara Censori, pattinatrice artistica su ghiaccio e pattinatrice di figura in-line italiana
- 1999 - Merisa Dautović, cestista slovena
- 1999 - Tomori Kusunoki, doppiatrice e cantante giapponese
- 1999 - Javier Martínez Calvo, calciatore spagnolo
- 1999 - Mondy Prunier, calciatore haitiano
- 1999 - Filippo Scotti, attore italiano
- 1999 - Gabriele Zappa, calciatore italiano
- 1999 - Semih Şahin, calciatore tedesco
- 2000 - Joshua Bassett, cantante, attore e doppiatore statunitense
- 2000 - Chiara Bissig, ex sciatrice alpina svizzera
- 2000 - Maxim De Cuyper, calciatore belga
- 2000 - Pauletta Foppa, pallamanista francese
- 2000 - Kreshnik Krasniqi, calciatore norvegese
- 2000 - Sōichirō Kōzuki, calciatore giapponese
- 2000 - Kinga Rajda, saltatrice con gli sci polacca
- 2000 - Ewa Różańska, martellista polacca
- 2000 - Maciej Żurawski, calciatore polacco

## XXI secolo(24)
- 2001 - Jack Draper, tennista britannico
- 2001 - Camila Osorio, tennista colombiana
- 2001 - Ruben Querinjean, mezzofondista e siepista lussemburghese
- 2001 - Markus Rooth, multiplista norvegese
- 2001 - Nathan Tjoe-A-On, calciatore indonesiano
- 2002 - Emma Finucane, pistard britannica
- 2002 - Datro Fofana, calciatore ivoriano
- 2002 - Caleb Ransaw, giocatore di football americano statunitense
- 2002 - Barryn Sorrell, giocatore di football americano statunitense
- 2002 - Manizha Talash, danzatrice afghana
- 2003 - Roman Charles-Cook, calciatore grenadino
- 2003 - Mateusz Gajdulewicz, ciclista su strada polacco
- 2003 - El Yam Kancepolsky, calciatore israeliano
- 2003 - Neel Sethi, attore statunitense
- 2003 - Junior Tchamadeu, calciatore camerunese
- 2003 - Nicola Tuthill, martellista irlandese
- 2004 - Lena Bickel, ginnasta svizzera
- 2004 - Dion Gallapeni, calciatore kosovaro
- 2004 - Bryce Gheisar, attore statunitense
- 2004 - Caleb Wiley, calciatore statunitense
- 2005 - Kotaro Fukuoka, giocatore di go giapponese
- 2005 - Raunak Sadhwani, scacchista indiano
- 2005 - Matthias Schwarzbacher, ciclista su strada e ciclocrossista slovacco
- 2006 - Anna Andrianova, nuotatrice artistica russa

## Senza anno specificato(2)
- Jun Mochizuki, fumettista giapponese
- Rebecca Trehearn, attrice e cantante gallese